# Mixto Quente
Mixto Quente foi um programa de televisão produzido pela TV Globo e exibido de 5 de janeiro até 23 de fevereiro de 1986, nas tardes de domingo como um festival de música, inspirado no Rock in Rio.

## História
Gravado no final de 1985 em palcos montados nas praias do Pepino (no bairro do São Conrado) e da Macumba, Rio de Janeiro, teve a supervisão musical do jornalista Nelson Motta, supervisão geral do diretor Roberto Talma e direção de Vitor Paranhos. A ideia original foi inspirada no enorme sucesso da primeira edição do Rock In Rio, que ocorreu no início daquele mesmo ano, em que se reuniram artistas especialmente do Rock Nacional, além de cobrir a programação de férias de verão da emissora, nas tardes de domingo.
Cada edição, gravada ao ar livre, trazia apresentações variadas de estrelas do rock nacional dos anos de 1980, como Lulu Santos, Barão Vermelho (sem o Cazuza) e Cazuza (em carreira solo), Camisa de Vênus, RPM, Zero, Tokyo, Detrito Federal, Cólera, Capital Inicial, Plebe Rude,
Legião Urbana, Ultraje a Rigor, Rita Lee, Paralamas do Sucesso, Léo Jaime, Kid Abelha, Titãs, Marina, Ritchie, Vinicius Cantuária, Kiko Zambianchi, além de outros personagens da música, como Robertinho de Recife, em parceria o grupo Metalmania, Sérgio Dias (guitarrista dos Mutantes em apresentação solo), Raul Seixas com Paulo Coelho, Moraes Moreira, Tim Maia, Neguinho da Beija-flor, Jorge Ben, Caetano Veloso, Gal Costa, Armandinho e muitos outros.

## Curiosidades
O palco do programa na primeira fase foi projetado pelo cenógrafo Mário Monteiro e montado nas praias do Pepino, em São Conrado e da Macumba, ambas no Rio de Janeiro. Tinha representado uma asa-delta com uma torre de espelhos na ponta (ao fundo).
Um dos cantores participantes do festival, Lulu Santos, se apavorou com a reação violenta da plateia. No episódio, ele interrompe sua apresentação e chama a atenção de um grupo de pessoas que pulavam e chutavam na areia da praia entre si, chamando o ato de "babaquice de areia". Em outro programa, ao lado de Paulo Coelho, Raul Seixas afirmou que "pra mim o Rock N'Roll morreu em 1959", numa alusão a tragédia aérea envolvendo a morte de três jovens cantores norte-americanos, em fevereiro de mesmo ano. Já Tim Maia, veterano da MPB e do Soul brasileiro, aparece no meio do show dando um aviso espontâneo ao próprio diretor da atração: "Ele falou pra eu cantar três e me mandar. Eu não vou embora hoje! Vou ficar até amanhã. Eu não mandei eles me colocarem aqui!
Originalmente foi programado para ter 14 edições, porém, o programa acabou após ser gravado e apresentado 8 edições, quando o nível a audiência começou a declinar e a perder índices de IBOPE para o SBT.

## Reprise
Em 2014, o Viva reprisou todos os programas ao longo do ano.